# Vụ nổ Kōriyama 2020
Vụ nổ Kōriyama 2020 (郡山飲食店ガス爆発事故 Kōriyama inshoku-ten gasu bakuhatsu jiko) xảy ra lúc 8:57, ngày 30 tháng 7 năm 2020 tại một nhà hàng shabu-shabu ở thành phố Kōriyama, tỉnh Fukushima. Vụ nổ bất ngờ xảy ra khi nhà hàng đang trong quá trình được tu sửa. Hậu quả vụ nổ đã làm 1 người chết, 19 người bị thương. Nhà hàng đang tu sửa bị phá hủy hoàn toàn.